# 870年
| 千纪： | 1千纪                                                                                           |
| 世纪： | 8世纪 \| 9世纪 \| 10世纪                                                                        |
| 年代： | 840年代 \| 850年代 \| 860年代 \| 870年代 \| 880年代 \| 890年代 \| 900年代                       |
| 年份： | 865年 \| 866年 \| 867年 \| 868年 \| 869年 \| 870年 \| 871年 \| 872年 \| 873年 \| 874年 \| 875年 |
| 纪年： | 庚寅年（虎年）；唐咸通十一年；南詔建極十一年；日本貞觀十二年                                    |

## 大事记
- 2月28日——第四次君士坦丁堡公會議結束，決議廢黜主張拜占廷教會不受羅馬教宗控制君士坦丁堡普世牧首佛提烏，恢復了擁護羅馬教宗權力的前任伊格納提奧斯的職務，做為拜占庭帝國對西方教會的示好。
- 墨爾森條約，西法蘭克王國及東法蘭克王國瓜分了曾為中法蘭克王國的洛林及普羅旺斯兩地，而義大利則繼續維持現狀，日後德國、法國、義大利的雛形形成。